# De drukke wereld van Richard Scarry
De drukke wereld van Richard Scarry (originele titel: The Busy World of Richard Scarry) is een Canadees/Amerikaanse tekenfilmserie die tussen 1994 en 1997 gemaakt werd door Cookie Jar Group en Paramount Television. De serie is gebaseerd op de boeken van Richard Scarry.

## Het programma
In deze serie konden kinderen op een leuke manier dingen leren, zoals het alfabet of het feit dat je bij rood licht moet stoppen en bij groen mag doorgaan.
Dit gebeurt allemaal in het kleurrijke plaatsje 'Druktestad'. Hoofdpersonages zijn Hukkie de Kat en zijn worm Wimpie. Ook Sally, meneer Frommel, meneer Fixet, Bananas, agent Mulder en vele andere vrienden zijn van de partij.

## Informatie
- Eerste uitzenddatum van eerste aflevering: 9 maart 1994
- Nederlandse stemmen: Lot Lohr, Paul Groot, Tuffie Vos, Wim van Rooij, Rob van de Meeberg, Lucas Dietens, Isa Hoes, Edna Kalb, Johan Kerver, Stan Limburg,  Patty Paff, Reinder van der Naalt, Jan Nonhof, Rowin Schumm en Hymke de Vries.

## Studio 100
Studio 100 kocht in 2008 het Duitse mediabedrijf EM.Entertainment over en dus is dit programma nu in handen van Studio 100. Vanaf februari 2010 is het te zien op vtmKzoom. Eerder werd het in het Nederlands al uitgezonden op Z@ppelin en Ketnet.